# 马来西亚—也门关系
马来西亚—也门关系（英語：Malaysia–Yemen relations）是马来西亚与也门之间的外交关系。马来西亚以前在萨那设有大使馆，其业务由于也门内战已迁至阿曼马斯喀特，而也门也在吉隆坡设有大使馆。
2001年8月15日，马来西亚首相马哈迪·莫哈末抵达也门开始为期四天的访问，旨在发展双边合作。马来西亚外交部长赛哈密称其访问有利于两国关系。8月17日，马哈迪表示，马来西亚希望在也门投资，以使该国更加富裕，从而使其成为马来西亚产品更好的市场。
2002年2月，也门一所宗教学校的12名年龄在15至25岁之间的马来西亚学生被拘留，但后来在没有说明拘留理由的情况下获释。同年3月11日，据也门当地媒体报道，十名年龄23至36岁之间的马来西亚宗教学生在也门被安全部队拘留，据信这和反恐运动有关。